# Banda Primitiva de Liria
La Banda Primitiva de Líria fue fundada en 1819 por el padre franciscano Fray Antonio Albarracín Enguidanos, es la banda de música civil más antigua de España.La banda nace en la localidad valenciana de Liria, perteneciente a la comarca Campo de Turia.
Es una asociación sin ánimo de lucro cuya finalidad es el mantenimiento de una Banda de Música, Orquesta y coros. Además de una Escuela de Educandos en todos sus niveles de educación musical. Desde su fundación, esta institución lúdico-educativa, ha mantenido una trayectoria similar al resto de las sociedades musicales que constituyen uno de los principales focos culturales de la Comunidad Valenciana.

## Ateneo Musical y de Enseñanza
El Ateneo Musical y de Enseñanza que regenta la banda consta de un teatro-sala de conciertos con 967 plazas, que fue construido en 1951. Este edificio fue un modelo constructivo para la arquitectura de la época. Todo el espacio está cubierto por una majestuosa y clásica lámpara que cuenta con 365 bombillas. El año 1991 la sala fue rehabilitada para regentar el festival “Música '92” y se añadió un elevador para el escenario.

## Historia
La Banda Primitiva de Liria fue fundada en el año 1819 y continúa activa a día de hoy, convirtiéndose en la banda civil más antigua de España.
Concursó por primera vez en el Certamen de Valencia de 1888, obteniendo el primer premio.
Desde sus inicios, la Banda Primitiva ha realizado innumerables conciertos y otros actos, actuando por todo el país y también por otros países europeos como Alemania, Bélgica, Francia, Holanda y Suiza, además de en otros continentes, visitando también Estados Unidos y China.

## Estructura artística

### Banda de música

#### Premios y galardones obtenidos
Son tan innumerables los galardones obtenidos que solo cabe destacar aquellos que se consideran más relevantes:
- Participación en el Certamen de Bandas de Música de Barcelona, con motivo de la Exposición Internacional del año 1929, obteniendo el primer premio.
- Obtención del Primer Premio y Mención de Honor en el Certamen Internacional de Música de Kerkrade el año 1962.[5]
- Obtención del Primer Premio, Mención de Honor, Bandera del Ayuntamiento y Trompeta de Oro del Ministerio Exterior de Checoslovaquia en el Certamen Internacional de Música de Kerkrade el año 1966.[5]
- Participación el año 1981 en los actos conmemorativos del Día de la Hispanidad celebrado en Nueva York.
- Primer Premio y Mención de Honor en el Certamen Internacional de Valencia 1986 (primer centenario del Certamen)[6]
- Primer Premio y Mención de Honor en el Certamen Internacional de Valencia 1988 (centenario del primer premio obtenido por la sociedad en el mencionado certamen)[7]
- Participación el año 1992 en el Torneo de las Rosas de Pasadena (Los Ángeles), con motivo del V Centenario del Descubrimiento de América
- Gira de conciertos en 2002 en las ciudades chinas de Beijing (Pequín) y Shanghái. Siendo la primera y única banda española que ha actuado en este país
- Primer premio,  Mención de Honor y Trofeo en el XXXII Certamen Internacional de Bandas de Música Villa de Altea el 29 de noviembre de 2003.[8]
- Concesión el 5 de marzo de 2005 por el grupo de Radiotelevisión Valenciana del Premio a la Mejor Sociedad Musical del año 2004.
- Primer Premio y Mejor Banda de la Comunidad Valenciana en el Certamen Internacional de Valencia celebrado el 9 de julio de 2005.[9]
- Concesión el 3 de diciembre de 2005 por la “M.I. Academia Mundial de Ciencias, Tecnología, Educación y Humanidades” del premio de música Academia III Milenio 2005.
- Primer Premio, Mención de Honor en el 125 Certamen Internacional de Música de Valencia 2011, bajo la batura de Miquel Moreno Guna.[10]
- El 9 de octubre de 2012 concesión de la  Medalla al Mérito Cultural de la Generalidad Valenciana.[11]
- En febrero de 2014 la sociedad recibe la Denominación de "Bien de interés cultural" a título individual, según la Orden 1/2011, de 12 de julio, de la Consejería de Turismo, Cultura y Deporte.[12]
- En diciembre de 2021 la Banda Primitiva gana el primer Certamen Internacional de Altea.[8]
- En julio de 2022 ganan el Certamen Internacional de Valencia.[10]

#### Directores que han dirigido la Banda
Ha sido dirigida, además de sus directores titulares, por algunos de las más prestigiosas batutas europeas como Sergiu Celibidache, Carlo Maria Giulini, Antal Dorati, Desirée Dondaine, Odón Alonso, Rafael Frühbeck de Burgos, Jan Molenar, Luís Cobos, Manuel Galduf i Jan Cober. Actualmente la Banda tiene a Pedro Vicente Alamá como director titular desde 2023.
| Año  | Nombre del Director                             | Año  | Nombre del Director            | Año  | Nombre del Director             | Año  | Nombre del Director            | Año  | Nombre del Director         |
| ---- | ----------------------------------------------- | ---- | ------------------------------ | ---- | ------------------------------- | ---- | ------------------------------ | ---- | --------------------------- |
| 1838 | Fra Antonio Albarracín Enguídanos (Pare Antoni) | 1915 | D. Ramón Zarzo                 | 1942 | D. Mariano Puig Yago            | 1979 | D. Bernardo Adam Ferrero       | 2014 | D. Javier Enguídanos Morató |
| 1858 | D. José Mª Villasante                           | 1916 | D. José Borrero Pérez          | 1943 | D. Francisco Cebrián Ruiz       | 1980 | D. Vicente Spiteri Galiano     | 2023 | D. Pedro Vicente Alamá      |
| 1865 | D. Antonio Santapau Artiga                      | 1917 | D. Emilio Seguí Ripoll         | 1949 | D. José Mª Machancoses Esteller | 1984 | D. Gabriel García Martínez     |      |                             |
| 1875 | D. Francisco Asensi Mate                        | 1923 | D. Manuel Palau Boix           | 1950 | D. José Férríz Llorens          | 1985 | D. Francisco Hernández Guirado |      |                             |
| 1887 | D. Inocencio Calvo Merenciano                   | 1924 | D. Félix Soler Villalba        | 1952 | D. José Mª Cervera Lloret       | 1989 | D. Jaime Belda Cantavella      |      |                             |
| 1896 | D. Francisco Santapau Juncosa                   | 1928 | D. José Mª Llopis Hernandiz    | 1954 | D. Juan Esteve Galán            | 1993 | D. José Agustín Fabra Catalá   |      |                             |
| 1906 | D. Inocencio Calvo Merenciano                   | 1935 | D. Miguel Mª Falomir Sabater   | 1958 | D. Amando Blanquert Ponsoda     | 1996 | D. Ramón Ramírez Beneyto       |      |                             |
| 1908 | D. Julián Palanca Masiá                         | 1941 | D. Juan Manuel Izquierdo Romeu | 1960 | D. José Ma. Malato Ruiz         | 2000 | D. Roberto Forés Asensi        |      |                             |
| 1914 | D. Francisco Tormo                              | 1942 | D. Octavio Monserrat Chapa     | 1976 | D. Vicente Sempere Gomis        | 2008 | D. Miguel Moreno Guna          |      |                             |

### Director
Pedro Vicente Alamá se formó como clarinetista en la Banda Primitiva de Liria, continuando sus estudios en el Conservatorio Superior de Música de Valencia con calificación de Matrícula de Honor y los Premios Extraordinarios de Grado Profesional y Superior.
Entre 1991 y 1995 fue miembro integrante de la J.O.N.D.E. En 1991 es elegido por la Joven Orquesta de la Comunidad Europea para trabajar con el director Vlaímir Ashkenazy. En 1991 estudió en la Academia de la Suiza Italiana con Karl Leister. Entre 1993 y 1995 se graduó en el Real Conservatorio de La Haya con Sjef Douwes.
Colabora con frecuencia con la Orquesta Ciudad de Granada y la Orquesta de Córdoba. Con el Faristol Vintage Quintet, es requerido para participar en las salas de concierto más importantes del Estado Español, Auditorio Nacional de Música, Palau de la Música de Valencia, Palacio de Congresos (Santander), Auditorio de Cuenca, Universidad de Valencia, Palacio de Congresos (Santiago de Compostela), Palacio de Congresos (Valencia), Teatro de la Maestranza (Sevilla), Teatro de la Zarzuela (Madrid).
Ha sido director titular de la Unió Musical Santa María del Puig, C.I.M de Mislata, L ́Artística Manisense, galardonado con el Primer Premio en el Certamen de Bandas de Cullera (2003), Primer Premio en el Certamen de Bandas de Altea (2005), Primer Premio en el W.M.C de Kerkrade (2009) en la sección de concierto una puntuación de 93 ́2 sobre 100, su interpretación fue calificada por el jurado como “casi perfecta”. En julio de 2014 obtiene el Segundo Premio en la Sección de Honor de Certamen Internacional de Bandas de València. Desde 2016 es director de C.A.M. de Bétera.
Ha sido invitado para dirigir la Banda Sinfónica Municipal de Sevilla, Banda Sinfónica Municipal de Madrid, Málaga Brass Band, Banda Sinfónica Municipal de Albacete, Banda Municipal de Pamplona, Banda Municipal de Badajoz, Orquesta Sinfónica Guimaraes, Real Orquesta Sinfónica de Sevilla y la Orquesta Sinfónica de Málaga.
Vicente Alamá es en la actualidad miembro del cuerpo de Profesores de Música y A.A.E.E, impartiendo clases en los conservatorios de Salamanca, Cartagena, Alicante y Valencia, también es profesor de clarinete del Conservatorio de Valencia. y director titular de la Banda Primitiva de Liria.
Javier Enguídanos Morató, predecesor de Vicente Alamá, fue el director titular de la Banda Primitiva de Liria de 2014 a 2023. Enguídanos inició sus estudios en la Escuela de Música del Ateneo Musical y de Enseñanza Banda Primitiva de Liria, donde estudió solfeo i trompa. Posteriormente entró en el Conservatorio Superior de Música Joaquín Rodrigo de Valencia, del que se graduó, obteniendo el premio de honor en grado superior de especialidad de trompa.

#### Historial Banda Juvenil.
La Banda Juvenil Primitiva de Llíria, fue creada el año 1953, como vivero y preparación de los alumnos de la Escuela de Música de la Sociedad, para su posterior ingreso en la Banda, siendo su primer Director D. Lirio Palomar Faubel.
Desde ese primer momento, la importancia de la Banda Juvenil ha quedado manifiesta, tanto por esa aportación musical como por su formación humana. En la actualidad cuenta con una plantilla de alrededor de cien músicos, cuya ilusión y dedicación se hace notar día a día. La edad de los músicos está entre 10 y 18 años.
Diferentes directores han pasado por esta agrupación, destacando, entre otros D. Francisco Ramos, D. Francisco Alegre, D. Pedro Vicente, D. Salvador Oliver, D. Miguel- Pelegrí Verdeguer i Miguel ángel Navarro Gimeno
Como premios importantes destacamos:
Año 1989: Primer Premio en el Certamen Internacional de Bandas de Música de Valencia, en la Sección de Bandas Juveniles. Director: Francisco Alegre.
Año 2003: Primer Premio en el I Certamen de Marchas Moras y Cristianas Ciudad de Oliva (Valencia). Director: Miguel-Pelegrí Verdeguer
Año 2004: Primer Premio en el I Certamen de Bandas Juveniles, Rotary Club l' Eliana (Valencia). Director: Miguel-Pelegrí Verdeguer
Año 2013: Primer Premio en el II Certamen de Bandas Juveniles Villa de Alcacer (Valencia), 29 de junio 2013. Director: Miguel Ángel Navarro Gimeno.
Muestra de su labor musical reconocida son las diferentes actuaciones que ha realizado a lo largo de la geografía española (Madrid, Sevilla, Ciudad Real, Teruel, Barcelona, Alacant, Tarragona, Murcia, Santiago de Compostela, Pontevedra, etc.) Asimismo, son de destacar las actuaciones y colaboraciones tanto en TVE como en RTVV.
Ha realizado distintos viajes de intercambio cultural, musical y social en la ciudad de Luzerna (Suiza), en la ciudad de Friedrichshafen (Alemania), así como en las ciudades de Aveiro y Coimbra (Portugal), conciertos en Noreña, Candás y Luarca (Asturias) julio 2010, intercambios en Mota del Cuervo (Cuenca) julio 2013 , Cheste (Valencia) 2014, Campo de Criptana (Ciudad Real) 2019. Obteniendo grandes éxitos en todas sus actuaciones. En el año 2022 viaje a Disneyland Paris. Recientemente en septiembre de 2023, desfile en Valladolid.

En los últimos años, la Banda Juvenil ha estado dirigida por Miguel Ángel Navarro, José Escrig , José Plaza , Salvador Marí y Chano Silvestre Lizondo. Su director titular es Aitor Llimerá Galduf.
- Datos: Q4854301
- Multimedia: Banda Primitiva de Llíria / Q4854301